# Historia de una escalera
Historia de una escalera es una obra de teatro (1947 y 1948) de Antonio Buero Vallejo, por la que recibió el Premio Lope de Vega. Se estrenó en el Teatro Español de Madrid el 14 de octubre de 1949. En ella se analiza la sociedad española, con todas sus mentiras, a través de la vecindad de una escalera. El tema principal de la obra es la frustración individual y el amor entre jóvenes. Nadie es feliz, todos son egoístas, se perpetúa la propia miseria por el egoísmo que desemboca en infelicidad.

## Argumento
En una escalera de vecindad se entrecruzan durante treinta años las vidas de varias familias. Son personas sencillas, madres y padres que se preocupan por el bienestar de sus hijos, jóvenes que anhelan cambiar el mundo y caen en las redes del amor, ancianos que temen una jubilación con escasos recursos...

## Estilo
El autor utiliza en sus acotaciones un lenguaje culto, pero completamente accesible a cualquier público. Por el contrario, los protagonistas tienen un lenguaje muy familiar, a veces tosco, vulgar. Los diálogos son muy fluidos y permiten desvelar los sentimientos y las características de cada personaje por su manera de expresarse.
Esta obra forma parte de una literatura realista y comprometida con los problemas sociales. Además, se caracteriza por diferentes símbolos en oposición a la dictadura franquista de manera sutil para que no fueran captados por la censura. Se trata de una obra costumbrista realista que, al contrario de las comedias burguesas, en las que se muestran salones lujosos y simplemente sirven como mero entretenimiento. En Historia de una escalera, en cambio, resalta el ambiente sucio y antiguo de la escalera con personajes cobardes y fracasados que no conciben tener un futuro diferente al presente y, por lo tanto, no puede abandonar la escalera. Así, Antonio Buero Vallejo nos hace pensar en la sociedad del momento e incluso nos deja reflejada la realidad actual.

## Representaciones
- Estreno, 1949: Dirección: Cayetano Luca de Tena. Intérpretes: Julia Delgado Caro, Adela Carboné, María Jesús Valdés, Fulgencio Nogueras, Elena Salvador, Manuel Kayser, Adriano Domínguez, Alberto Bové, José Cuenca, Gabriel Llopart, Esperanza Grases, Pilar Sala, Consuelo Muñoz, Asunción Sancho, José Capilla, José Cuenca, Rafael Gil Marcos, Manuel Gamas, Fernando Delgado.
- Televisión (Estudio 1, de Televisión española), 1971. Intérpretes: Nuria Carresi, Fernando Cebrián, Paloma Lorena, Cándida Losada, Victoria Rodríguez, Magda Roger, María Rus, Pedro Mari Sánchez, Valentín Tornos, Ricardo Tundidor, Paco Valladares, Amparo Valle,
- Teatro María Guerrero, 2003. Dirección: Juan Carlos Pérez de la Fuente. Intérpretes: Gabriel Moreno, Victoria Rodríguez, Vicky Lagos, Cristina Marcos, Petra Martínez, Yolanda Arestegui, Alberto Jiménez, Ignacio Alonso, Bárbara Goenaga, Nicolás Belmonte, Mónica Cano.